# Chongchuan

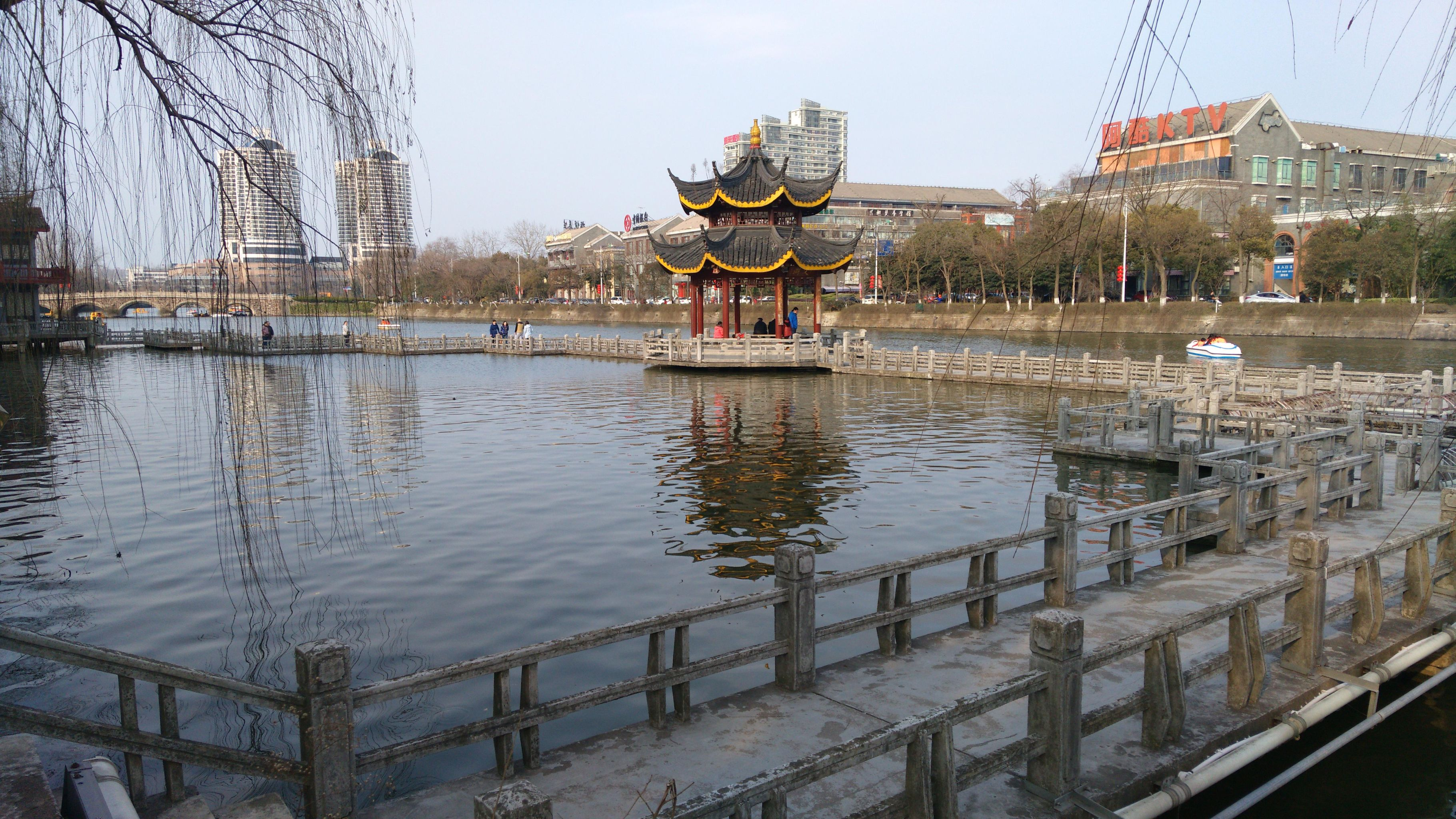
Chongchuan

Der Stadtbezirk Chongchuan (崇川区,  Chóngchuān Qū) ist ein Stadtbezirk in der chinesischen Provinz Jiangsu an der Mündung des Jangtse. Er gehört zum Verwaltungsgebiet der bezirksfreien Stadt Nantong. Chongchuan hat eine Fläche von 215 km² und zählt 869.049 Einwohner (Stand: Zensus 2010).

## Administrative Gliederung
Auf Gemeindeebene setzt sich der Stadtbezirk aus neun Straßenvierteln und fünf Großgemeinden zusammen. 